# 24P/Schaumasse
24P/Schaumasse este o cometă periodică din sistemul solar cu o perioadă orbitală de aproximativ 8,2 ani. A fost descoperită de Alexandre Schaumasse pe 1 decembrie 1911.
Se estimează că nucleul său are un diametru de aproximativ 2,6 kilometri.